# ناهنجاری: زمین منطقه جنگ
ناهنجاری: زمین منطقه جنگ (انگلیسی: Anomaly: Warzone Earth) یک بازی ویدئویی راهبرد بی‌درنگ، برج دافع تک‌نفره برای سکوهای ویندوز، اواس ده، لینوکس، آی‌اواس، اندروید، اکس‌باکس ۳۶۰، شبکه پلی‌استیشن و بلک‌بری ۱۰ می‌باشد که توسط ۱۱ بیت استودیوز توسعه و نشر پیدا کرده است.
این بازی که ابتدا در اواخر سال ۲۰۱۰ معرفی شد، اولین بار در ۸ آوریل ۲۰۱۱ به صورت بین‌المللی و به صورت توزیع دیجیتال منتشر شد.